# 平多雷塔马
平多雷塔马（葡萄牙語：Pindoretama）是巴西塞阿拉州的一个市镇。总面积72.855平方公里，总人口16217人，人口密度222.6人/平方公里。